# Gédéon Berbier du Mets
Gédéon Berbier du Mets, né en 1626 à Rosnay et mort en 1709, est une personnalité française du XVIIe siècle qui a été le premier Intendant-Contrôleur général du Garde-Meuble de la Couronne, précurseur du Mobilier national, ainsi que le président de la Chambre des comptes.

## Biographie
Claude Gédéon Berbier du Mets, comte de Rosnay, est le fils de Jacques Berbier et de Marguerite Le Grand, le frère du lieutenant-général d'artillerie Pierre Claude Berbier du Mets (1638-1690) mort à la bataille de Fleurus et de l'abbé Louis Berbier du Mets (1628-1699). Il épousait Marie Mallet et eurent comme fils Jean-Baptiste Berbier du Metz. Il est seigneur de Rance, Chalette, Courcelle, Corbeil-sous-Margerie. 
Gédéon Berbier du Mets devient, à la création du Garde-Meuble de la Couronne en 1663 par Jean-Baptiste Colbert, l'Intendant-Contrôleur général de l'institution. Il réalise alors le premier inventaire connu du mobilier royal édité en 1673 en dix-huit volumes et d'une grande précision. Il est également le Garde du Trésor royal, et l'intendant et contrôleur des Bâtiments de la Reine jusqu'à la mort de celle-ci.
À la fin du XVIIe siècle, il devient le président de la Chambre des comptes du Roi.

## Famille
- Viennot de la Motte, écuyer, sieur de La Motte-de-Varennes, 
  - Jacques de la Motte, marié en 1524 avec Marguerite Peret, prend le nom et les armes des Berbier à la suite de la donation par son oncle maternel de tous ses biens prévue dans le contrat de mariage[8].
    - Gaon Berbier, lieutenant général du comté de Vertus, marié en 1553 avec Marguerite de Collignon,
      - Jacques Berbier du Mets marié en 1590 avec Jeanne Comparot dont il a eu Charles Louis Berbier du Mets, puis remarié en 1600 avec Marguerite de Vassan dont il a eu :
        - Jacques Berbier du Mets (mort en 1669), marié en 1625 avec Marguerite Le Grand.
          - Gédéon Berbier du Mets, seigneur du Mets, de Rance, de Chalette, de Corbeil, etc., président en la chambre des comptes. Il a acquis le comté de Rosnay et en a fait hommage au roi le 4 août 1700.
            - Jean-Baptiste Berbier du Mets, comte de Rosnay, intendant et contrôleur général des meubles de la Couronne, capitaine des gardes de la porte du duc d'Orléans, chevalier de l'Ordre royal de Notre-Dame du Mont-Carmel et de Saint-Lazare de Jérusalem, mort sans descendance.
            - Claude Gédéon Berbier du Mets, président en la chambre des comptes, a fait hommage au roi du comté de Rosnay le 14 décembre 1731[9]. Il s'est marié en 1705 avec Geneviève-Claude Raguain dont il a eu :
              - Claude-Gédéon-Denis Berbier du Mets, président en la chambre des comptes de Paris en 1747.
              - Anne-Marie-Claude Berbier du Mets

            - Jacques Berbier du Mets, reçu page du roi en 1697, puis colonel du régiment de Vexin-Infanterie, brigadier des armées du roi, chevalier de Saint-Louis, lieutenant pour sa Majesté dans la ville de Nérac.

          - Pierre Claude Berbier du Mets, lieutenant général d'artillerie, lieutenant général des armées du roi, gouverneur de Gravelines.
          - Louis Berbier du Mets, abbé de Saint-Martin d'Huieon, aumônier du roi.
          - Marguerite Berbier du Mets, mariée à Antoine Le Ménestrel, Grand Audiencier de France.

## Hommage
En 1935, la rue Berbier-du-Mets dans le 13e arrondissement de Paris, située entre la Manufacture des Gobelins et le Mobilier national déplacé là en 1937, prend son nom en souvenir.

## Annexe